# Gira acústica 2025 (Los Bunkers)
La Gira Acústica 2025 es una gira musical en curso del grupo chileno de rock Los Bunkers. Se anunció el 28 de noviembre de 2024, incluyendo inicialmente 50 conciertos en Santiago, Viña del Mar, Coquimbo, Valdivia, Frutillar, Temuco, Talca y Concepción. En la gira, la banda presenta principalmente versiones del álbum Los Bunkers MTV Unplugged, en un formato íntimo y con arreglos inéditos, además de incluir otras canciones clásicas en formato acústico.

## Antecedentes
La gira fue anunciada en noviembre de 2024 para promocionar el álbum Los Bunkers MTV Unplugged, grabado en octubre de 2024 y lanzado oficialmente en diciembre del mismo año. El álbum fue grabado el 9 de octubre de 2024 en los estudios Chilevisión, siendo el primer MTV Unplugged realizado en tierras chilenas. Fue producido por Emmanuel del Real mientras que la dirección del video fue llevada a cabo por el cineasta Pablo Larraín. Se estrenó inicialmente en salas de cine el 12 de diciembre de 2024, seguido de su emisión en MTV Latinoamérica y Chilevisión el 19 de diciembre, para finalmente ser publicado enteramente el 20 de diciembre del mismo año.

## Desarrollo
La gira comenzó el 6 de febrero de 2025 en el Teatro Municipal de Viña del Mar, y recorrió diversos teatros y casinos en las ciudades de Coquimbo, Valdivia, Frutillar, Temuco, Talca, Santiago y Concepción.
Posteriormente, la gira se extendió a México durante septiembre y octubre, con conciertos en Morelia, San Luis Potosí, Ciudad de México, Guadalajara, Monterrey, Puebla, Toluca, Querétaro y Ecatepec.
Tras agotar los 25 conciertos en su residencia en el Teatro Nescafé de las Artes, Los Bunkers anunciaron dos conciertos adicionales en el Movistar Arena, el 7 y 8 de noviembre de 2025.

## Fechas
| Fecha                    | Ciudad           | Recinto                             | País     |
| ------------------------ | ---------------- | ----------------------------------- | -------- |
| 6 de febrero de 2025     | Viña del Mar     | Teatro Municipal                    | Chile    |
| 7 de febrero de 2025     | Viña del Mar     | Teatro Municipal                    | Chile    |
| 8 de febrero de 2025     | Viña del Mar     | Teatro Municipal                    | Chile    |
| 9 de febrero de 2025     | Viña del Mar     | Teatro Municipal                    | Chile    |
| 13 de febrero de 2025    | Coquimbo         | Casino Enjoy                        | Chile    |
| 14 de febrero de 2025    | Coquimbo         | Casino Enjoy                        | Chile    |
| 15 de febrero de 2025    | Coquimbo         | Casino Enjoy                        | Chile    |
| 18 de febrero de 2025    | Valdivia         | Teatro Cervantes                    | Chile    |
| 19 de febrero de 2025    | Valdivia         | Teatro Cervantes                    | Chile    |
| 21 de febrero de 2025    | Frutillar        | Teatro del Lago                     | Chile    |
| 22 de febrero de 2025    | Frutillar        | Teatro del Lago                     | Chile    |
| 23 de febrero de 2025    | Frutillar        | Teatro del Lago                     | Chile    |
| 26 de febrero de 2025    | Temuco           | Teatro Municipal                    | Chile    |
| 27 de febrero de 2025    | Temuco           | Teatro Municipal                    | Chile    |
| 28 de febrero de 2025    | Temuco           | Teatro Municipal                    | Chile    |
| 7 de marzo de 2025       | Viña del Mar     | Teatro Municipal                    | Chile    |
| 8 de marzo de 2025       | Viña del Mar     | Teatro Municipal                    | Chile    |
| 9 de marzo de 2025       | Viña del Mar     | Teatro Municipal                    | Chile    |
| 13 de marzo de 2025      | Talca            | Teatro Regional del Maule           | Chile    |
| 14 de marzo de 2025      | Talca            | Teatro Regional del Maule           | Chile    |
| 15 de marzo de 2025      | Talca            | Teatro Regional del Maule           | Chile    |
| 20 de marzo de 2025      | Toluca           | Teatro Morelos                      | México   |
| 21 de marzo de 2025      | Guadalajara      | Teatro Diana                        | México   |
| 21 de marzo de 2025      | Querétaro        | Auditorio Josefa Ortiz de Domínguez | México   |
| 28 de marzo de 2025      | Puebla           | Auditorio Explanada                 | México   |
| 29 de marzo de 2025      | Monterrey        | Escenario GNP Seguros               | México   |
| 2 de abril de 2025       | Ciudad de México | Teatro Metropolitan                 | México   |
| 3 de abril de 2025       | Ciudad de México | Teatro Metropolitan                 | México   |
| 4 de abril de 2025       | Ciudad de México | Teatro Metropolitan                 | México   |
| 11 de abril de 2025      | Santiago         | Teatro Nescafé de las Artes         | Chile    |
| 12 de abril de 2025      | Santiago         | Teatro Nescafé de las Artes         | Chile    |
| 15 de abril de 2025      | Santiago         | Teatro Nescafé de las Artes         | Chile    |
| 16 de abril de 2025      | Santiago         | Teatro Nescafé de las Artes         | Chile    |
| 23 de abril de 2025      | Santiago         | Teatro Nescafé de las Artes         | Chile    |
| 25 de abril de 2025      | Santiago         | Teatro Nescafé de las Artes         | Chile    |
| 26 de abril de 2025      | Santiago         | Teatro Nescafé de las Artes         | Chile    |
| 2 de mayo de 2025        | Santiago         | Teatro Nescafé de las Artes         | Chile    |
| 3 de mayo de 2025        | Santiago         | Teatro Nescafé de las Artes         | Chile    |
| 9 de mayo de 2025        | Santiago         | Teatro Nescafé de las Artes         | Chile    |
| 10 de mayo de 2025       | Santiago         | Teatro Nescafé de las Artes         | Chile    |
| 16 de mayo de 2025       | Santiago         | Teatro Nescafé de las Artes         | Chile    |
| 17 de mayo de 2025       | Santiago         | Teatro Nescafé de las Artes         | Chile    |
| 23 de mayo de 2025       | Santiago         | Teatro Nescafé de las Artes         | Chile    |
| 24 de mayo de 2025       | Santiago         | Teatro Nescafé de las Artes         | Chile    |
| 30 de mayo de 2025       | Santiago         | Teatro Nescafé de las Artes         | Chile    |
| 31 de mayo de 2025       | Santiago         | Teatro Nescafé de las Artes         | Chile    |
| 6 de junio de 2025       | Santiago         | Teatro Nescafé de las Artes         | Chile    |
| 7 de junio de 2025       | Santiago         | Teatro Nescafé de las Artes         | Chile    |
| 13 de junio de 2025      | Santiago         | Teatro Nescafé de las Artes         | Chile    |
| 14 de junio de 2025      | Santiago         | Teatro Nescafé de las Artes         | Chile    |
| 20 de junio de 2025      | Santiago         | Teatro Nescafé de las Artes         | Chile    |
| 21 de junio de 2025      | Santiago         | Teatro Nescafé de las Artes         | Chile    |
| 27 de junio de 2025      | Santiago         | Teatro Nescafé de las Artes         | Chile    |
| 28 de junio de 2025      | Santiago         | Teatro Nescafé de las Artes         | Chile    |
| 3 de julio de 2025       | Concepción       | Teatro Biobío                       | Chile    |
| 4 de julio de 2025       | Concepción       | Teatro Biobío                       | Chile    |
| 5 de julio de 2025       | Concepción       | Teatro Biobío                       | Chile    |
| 9 de julio de 2025       | Concepción       | Teatro Biobío                       | Chile    |
| 11 de julio de 2025      | Concepción       | Teatro Biobío                       | Chile    |
| 12 de julio de 2025      | Concepción       | Teatro Biobío                       | Chile    |
| 13 de julio de 2025      | Concepción       | Teatro Biobío                       | Chile    |
| 15 de julio de 2025      | Concepción       | Teatro Biobío                       | Chile    |
| 16 de julio de 2025      | Concepción       | Teatro Biobío                       | Chile    |
| 18 de julio de 2025      | Concepción       | Teatro Biobío                       | Chile    |
| 19 de julio de 2025      | Concepción       | Teatro Biobío                       | Chile    |
| 24 de julio de 2025      | Antofagasta      | Estadio Sokol                       | Chile    |
| 26 de julio de 2025      | Iquique          | Casa del Deportista                 | Chile    |
| 4 de septiembre de 2025  | Morelia          | Teatro Morelos                      | México   |
| 5 de septiembre de 2025  | San Luis Potosí  | Cineteca Alameda                    | México   |
| 14 de septiembre de 2025 | Bogotá, Colombia | Festival Cordillera                 | Colombia |
| 20 de septiembre de 2025 | Ecatepec         | Centro Cívico                       | México   |
| 3 de octubre de 2025     | Chihuahua        | Corner Sport                        | México   |
| 4 de octubre de 2025     | Ciudad Juárez    | Teatro Paso del Norte               | México   |
| 9 de octubre de 2025     | León             | Foro del Lago                       | México   |
| 10 de octubre de 2025    | Guadalajara      | Teatro Diana                        | México   |
| 12 de octubre de 2025    | Tampico          | Tampico Miramar / Weekend Fest      | México   |
| 17 de octubre de 2025    | Hermosillo       | Auditorio INAM                      | México   |
| 25 de octubre de 2025    | Ciudad de México | Teatro Metropólitan                 | México   |
| 26 de octubre de 2025    | Ciudad de México | Teatro Metropólitan                 | México   |
| 1 de noviembre de 2025   | Mérida           | Auditorio Coca Cola                 | México   |
| 7 de noviembre de 2025   | Santiago         | Movistar Arena                      | Chile    |
| 8 de noviembre de 2025   | Santiago         | Movistar Arena                      | Chile    |
| 15 de noviembre de 2025  | Aguascalientes   | Auditorio DIMO                      | México   |
| 22 de noviembre de 2025  | Puebla           | Festival Tecate Comuna              | México   |
| 29 de noviembre de 2025  | Xalapa           | Auditorio de la Normal              | México   |